# جیولیانو سارتی
جیولیانو سارتی (به ایتالیایی: Giuliano Sarti) بازیکن فوتبال و اهل ایتالیا بود که از سال ۱۹۵۹ میلادی عضو تیم ملی فوتبال ایتالیا بوده و در ۸ بازی ملی حضور داشته‌است. او در بازی‌های ملی‌اش ۵ گل به ثمر رساند.
جیولیانو سارتی آخرین بازی ملی خود را در سال ۱۹۶۷ میلادی انجام داد.